# Jean Ripert
Pour les articles homonymes, voir Ripert.
Jean Ripert (né le 23 février 1922 à Neuilly-sur-Seine et mort le 2 juillet 2000 à Paris) est un économiste et diplomate français.

## Biographie
Issu d'une famille établie dans l'isérois (précisément le Trièves) depuis 1803 (année de naissance de l'ancêtre Pierre, agriculteur à Saint-Jean-d'Hérans), il reçoit une formation agronomique. Ingénieur diplômé de l'Institut national agronomique, il aborde très vite une carrière où ses aptitudes d'économiste et ses qualités de diplomate ne cesseront d'être sollicitées et valorisées.
Il participe aux négociations de la Communauté européenne du charbon et de l'acier, au Club Jean-Moulin dont il corédige la charte avec Étienne Hirsch.
Il devient commissaire-adjoint au Plan en 1963 puis directeur général de l'Insee en 1967. Il est nommé commissaire général au Plan en 1974, poste qu'il occupe jusqu'en 1977. Il participe aux plus hauts niveaux aux grandes actions de modernisation du pays, auprès de Jean Monnet et de Paul Delouvrier, créateurs de la planification à la française. 
Devenu secrétaire général adjoint de l'ONU, chargé des questions économiques et sociales, en janvier 1978, il entame la partie internationale de sa carrière. Il est nommé directeur général du développement et de la coopération économique Internationale de l'ONU en 1982, il est élu, neuf ans plus tard, président du Comité intergouvernemental de négociation sur le changement des climats, prémices du Sommet de la Terre 1992 à Rio.
Il est nommé vice-président de la Commission française de développement durable en janvier 1995.

## Décorations
- Commandeur de la Légion d'honneur[5].

## Famille
Il a un fils, Jean-Maurice Ripert, lui aussi diplomate et ambassadeur de France auprès des Nations unies à New York, entre autres fonctions.